# Elettrotreno Cisalpino ETR.610
Gli ETR.610 (classificato anche RABe 503 Astoro) sono un gruppo di elettrotreni ad assetto variabile, acquistati dalla cessata compagnia italo-svizzera Cisalpino nel 1997, e costruiti dalla Alstom Ferroviaria, utilizzando la piattaforma denominata Nuovo Pendolino.
Dopo la cessione delle attività operative di Cisalpino la flotta venne equamente suddivisa fra i soci Trenitalia e FFS. L'ETR.610 è analogo all'ETR.600, impiegato per il servizio Frecciarossa, dal quale si differenzia per un diverso allestimento interno e per l'equipaggiamento che gli consente di funzionare con quattro tipi diversi di alimentazione elettrica. La parte stilistica, ergonomica e lo studio degli ambienti interni è ad opera dell'azienda di progettazione italiana Italdesign Giugiaro.

## Storia
Il treno rappresenta la IV generazione ed evoluzione della filosofia progettuale a sistema attivo di inclinazione della cassa (detto in gergo pendolamento o tilting in inglese) dei treni Pendolino.
Il primo ETR.610 iniziò i cicli di prove alla fine del 2007; la consegna alla società italo-svizzera avvenne tuttavia con due anni di ritardo, costringendo la Alstom a pagare una penale di 60 milioni di euro. Il 20 luglio 2009 la prima composizione viaggiò tra Ginevra e Milano (e viceversa), effettuando un regolare servizio viaggiatori con la denominazione CIS 35 e CIS 40, sostituendo la composizione di vetture UIC-Z noleggiate da Trenitalia allora utilizzata. Dal 13 dicembre 2009, tutti i collegamenti internazionali dell'asse del Sempione (tre coppie Basilea-Milano e Ginevra-Milano e una coppia Ginevra-Venezia, ormai classificate come EuroCity) vennero effettuati con ETR 610; l'introduzione del primo convoglio sulla linea del San Gottardo avvenne il 12 dicembre 2010.
In seguito alla cessazione dell'attività operativa della Cisalpino AG a decorrere dal 13 dicembre 2009, la flotta di ETR.610 di proprietà di tale società, nel frattempo divenuta Cisalpino SA, venne equamente suddivisa fra Trenitalia e Ferrovie Federali Svizzere, che utilizzano i treni in regime di noleggio e i treni in uso ad entrambe le compagnie dotati delle rispettive livree aziendali.
Il 2 agosto 2012 le FFS ordinarono ulteriori 8 treni derivati da questo gruppo, quantitativo incrementato nel 2015 di ulteriori quattro unità.

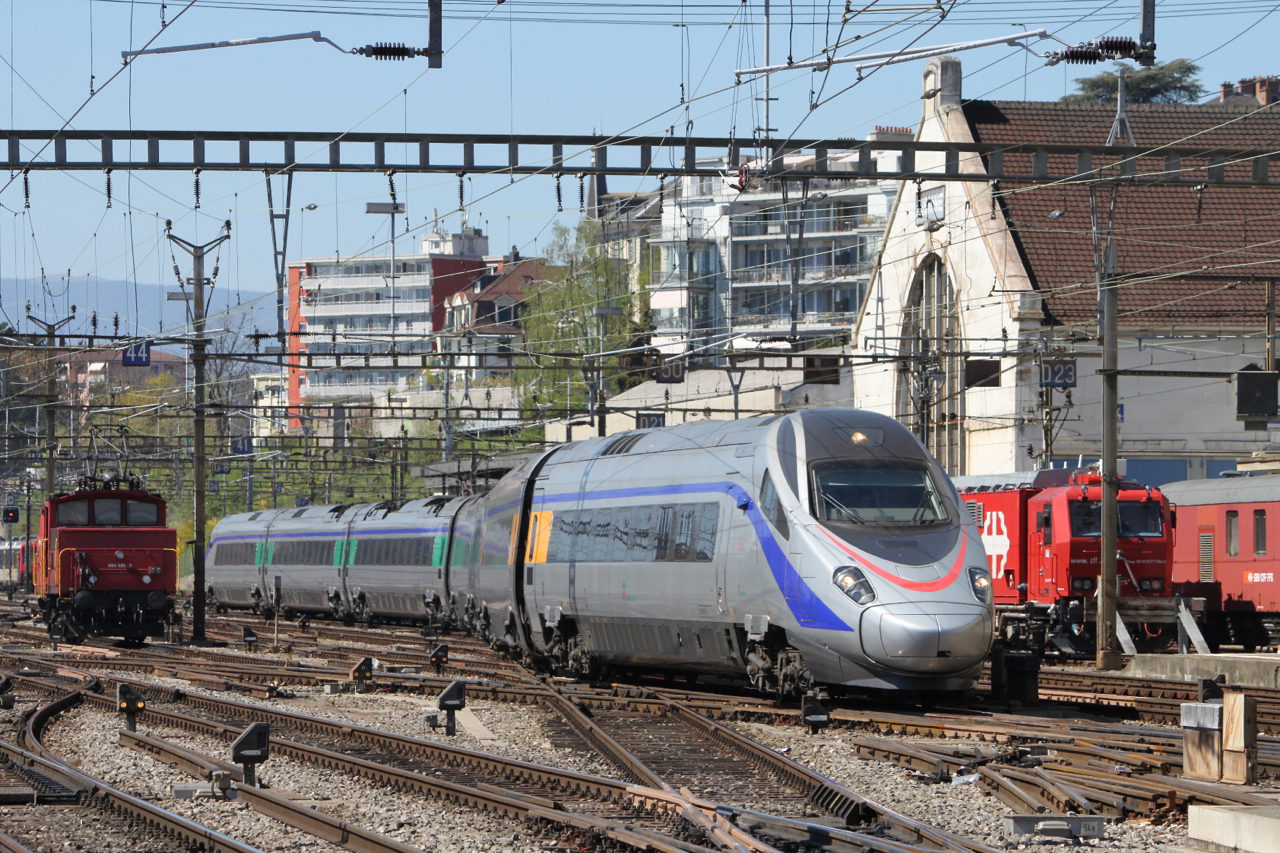
L'ETR 610 012 in livrea "Cisalpino".

## Caratteristiche generali

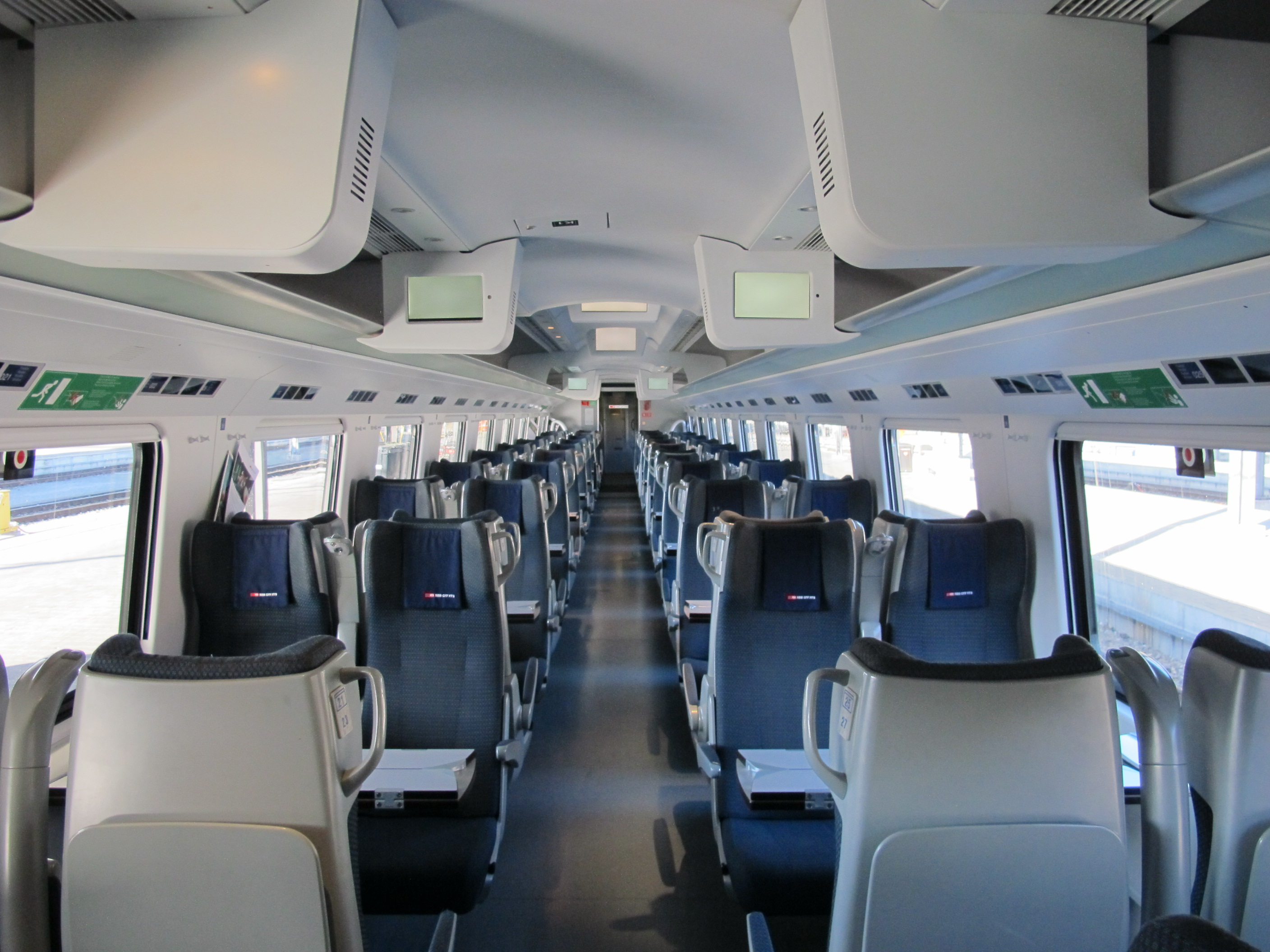
Interni delle carrozze dell'ETR 610.

L'ETR.610 Cisalpino è costituito da 7 elementi, di cui il numero 3 dotato di servizio ristorante (negli spazi restanti sono installati posti a sedere di prima classe e lo scompartimento del capotreno).
L'alimentazione è politensione e policorrente: il convoglio può essere alimentato a 1,5 kV CC, 3 kV CC, 25 kV CA a 50 Hz e 15 kV CA a 162⁄3 Hz, risultando quindi in grado di circolare sulla rete italiana a corrente continua, su quella ad alta velocità a corrente alternata a 25kV e sulle reti di Svizzera, Germania e Austria elettrificate a corrente alternata a 15kV. Anche dal punto di vista della sicurezza, l'interoperabilità è assicurata dalla presenza a bordo dei sistemi in uso in Italia (RSC e SCMT), Svizzera (Integra-Signum e ZUB 262) e Germania (PZB e LZB).
L'ETR.610 è attrezzato anche con il sistema ERTMS ed è in grado di essere guidato da un solo macchinista. La cabina di guida dispone di una sola poltrona di guida fissa, alla quale si affianca uno strapuntino allo scopo di ospitare in cabina anche un agente sussidiario ove prescritto dai regolamenti di esercizio vigenti.

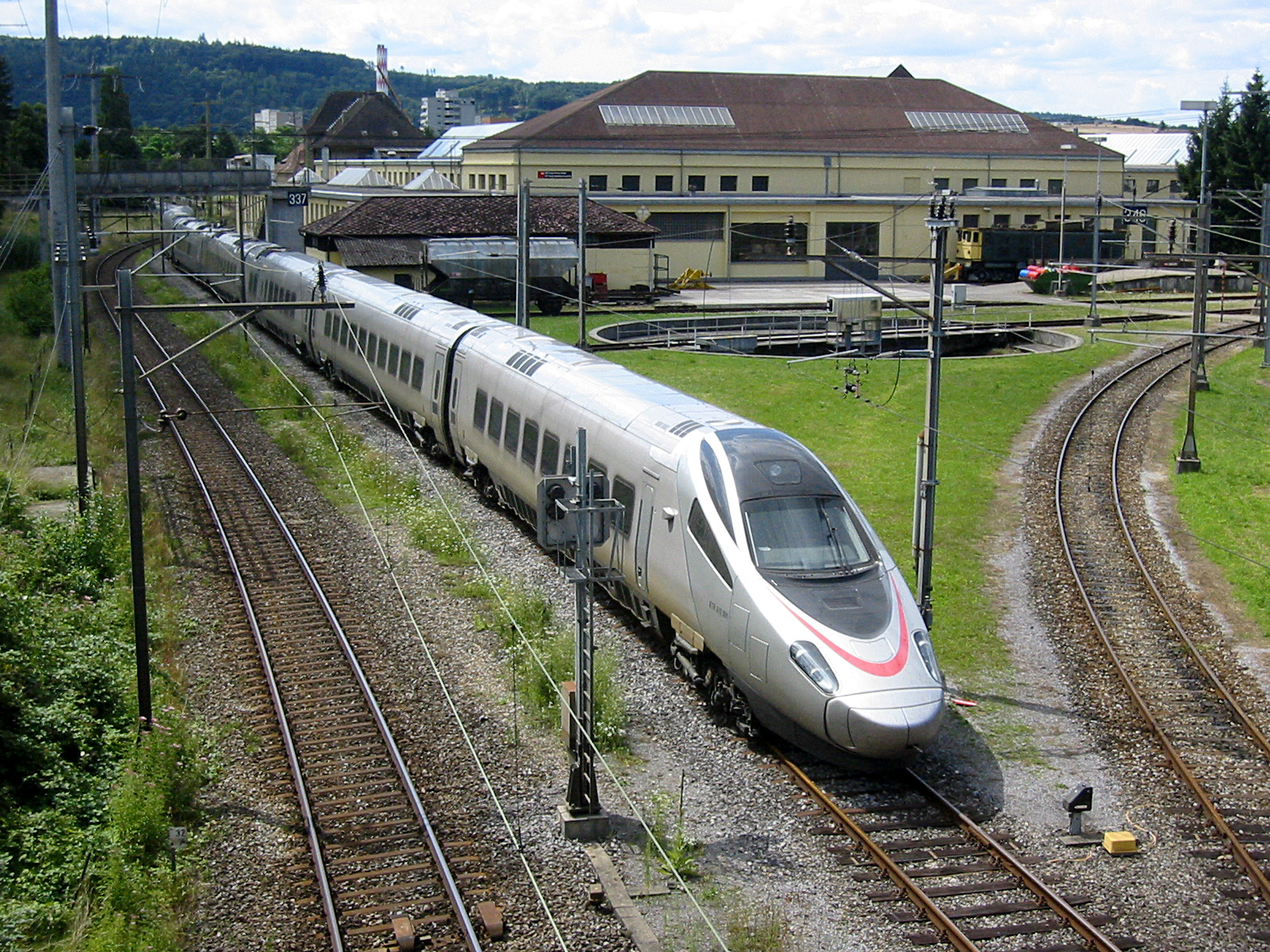
Un ETR.610.001 della società ex Cisalpino

L'ETR.610 è in grado di raggiungere la velocità massima di 250 km/h non essendo previste per i treni con cassa pendolante velocità superiori.
Il convoglio è munito di gancio automatico fisso situato dietro il musetto anteriore retrattile che, a comando, scopre il gancio di trazione automatico Scharfenberg che permette l'accoppiamento meccanico, pneumatico ed elettrico di due convogli a comando multiplo senza intervento di manovratore per la formazione di composizioni in comando multiplo da dedicare ad eventuali servizi con tratte in comune.
Nell'orario estivo 2013, l'ETR.610 era utilizzato, oltre che sugli EuroCity Milano-Sempione/S.Gottardo-Ginevra/Basilea, nelle relazioni interne Venezia-Roma, Venezia-Salerno e Verona-Roma.